# Culex bwambanus
Culex bwambanus är en tvåvingeart som beskrevs av Edwards 1941. Culex bwambanus ingår i släktet Culex och familjen stickmyggor. Inga underarter finns listade i Catalogue of Life.